# Ida Hofmann

Ida Hofmann um 1903

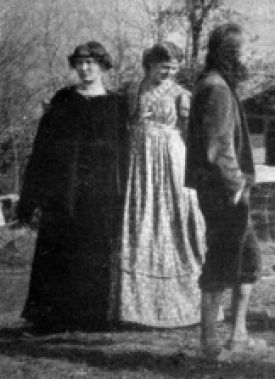
Ida Hofmann-Oedenkoven, Lotte Hattemer, Henri Oedenkoven im Winter 1902–03

Ida Hofmann und Henri Oedenkoven (1903)

Ida Hofmann (von Karl Rohm auch Ida Hofmann-Oedenkoven genannt; * 5. Oktober 1864 in Freiberg; † 12. Juli 1926 in São Paulo / Brasilien) war eine deutsche Pianistin, Musikpädagogin und Autorin. Sie gilt neben dem belgischen Industriellensohn Henri Oedenkoven und dem ehemaligen habsburgischen Soldaten Karl Gräser als Mitbegründerin des alternativen Siedlungsprojektes Monte Verità. Als Schriftstellerin beschäftigte sie sich mit Fragen der „Lebensreform“, des Frauenrechts und der Esoterik.

## Leben
Ida Hofmann entstammte väterlicherseits einer mit dem Banater Hütten- und Bergbauwesen verbundenen Familie. Ihr Vater war der musikalisch begabte Bergbauingenieur Raphael Hofmann (1829–1899), der im sächsischen Freiberg (Idas Geburtsort) die Bergakademie besucht hatte. Ihre Mutter Luise stammte aus Braunschweig und war eine geborene Orges. Zum mütterlichen Verwandtenkreis gehörte der Schriftsteller und Historiker Justus Möser (Großvater) sowie der Geologe Bernhard von Cotta (Schwager). Ida hatte drei Geschwister: Justus und Eugenie (genannt Jenny), die älter waren als sie, sowie die jüngere Schwester Julia (genannt Lilly). 1879 verzog die Familie Hofmann nach Wien. Hofmann studierte Musik bei den Professoren Wilhelm Dörr und Julius Epstein. Sie absolvierte ihre Ausbildung als diplomierte Musikpädagogin und Pianistin.
Ida Hofmann war Anfang dreißig, als man ihr, die bereits in verschiedenen Familien des Wiener Adels als Klavierlehrerin Erfahrungen gesammelt hatte, eine Stelle im montenegrinischen Cetinje anbot. Dort hatte die russische Zarin ein Ausbildungsstätte für Töchter höherer Kreise eingerichtet. Sie nahm das Angebot an und unterrichtete Musik.
1899 besuchte Ida Hofmann ihren schwer erkrankten Vater in Bled, das damals zu Österreich gehörte und heute auf slowenischem Staatsgebiet liegt. Sie selbst mietete sich in der nahe gelegenen Naturheilanstalt Mallnerbrunn ein, dessen Gründer Arnold Rikli sich als „Sonnendoktor“ – er selbst nannte sich „Heliopath“ – einen Namen gemacht hatte. Dort lernte sie den damals 25-jährigen belgischen Industriellensohn Henri Oedenkoven und den demissionierten habsburgischen Offizier Karl Gräser kennen. Zwischen Hofmann und Oedenkoven entwickelte sich eine enge Beziehung, aus der ein Jahr später eine sogenannte Reformehe wurde, von den beiden auch „vegetarische Ehe“ genannt.
Im Herbst 1900 wanderten Hofmann, Oedenkoven und Gräser von München über Oberammergau und Cadenabbia in das Tessin. Ihnen angeschlossen hatten sich Idas Schwester Jenny, eine ausgebildete Opernsängerin, Lotte Hattemer, eine Bürgermeistertochter aus Stettin, und Gusto Gräser (eigentlich Gustav), Karls Bruder. Letzterer, so notierte es Ida Hofmann in ihrer Chronik, sei eine „absonderliche Erscheinung“ gewesen und aus manchen anderen Gründen für das ins Auge gefasste Projekt „nicht geeignet“, man habe ihn nur geduldet.
Nach verschiedenen Schwierigkeiten gelangte die Gruppe an den Luganersee und stieß in der Nähe von Ascona auf den Monte Monescia, einen Hügel von ca. 320 Metern Höhe, der ihnen für ihre „vegetabile Cooperative“ bestens geeignet erschien. Dort erwarben sie ein großzügig bemessenes Grundstück, dessen Kaufpreis größtenteils von Oedenkoven übernommen wurde, an dem sich aber auch Ida und ihre Schwester Jenny beteiligten. Den Hügel benannten sie kurzerhand in Monte Verità (= Berg der Wahrheit) um.
In den folgenden Jahren zerfiel die Gründergruppe. 1901 wurde Gusto Gräser auf Betreiben von Ida und Henri Hofmann-Oedenkoven aus der Gemeinschaft ausgeschlossen. Karl Gräser und Idas Schwester Jenny, die inzwischen auch eine Reformehe eingegangen waren, erwarben für sich ein eigenes Grundstück in der Nähe des Monte Verità. Dort lebten sie als „prähistorische Menschen“ in einer abgängigen Weinberghütte. Lotte Hattemer, psychisch schwer erkrankt, starb 1906 durch Gift, das ihr der drogenabhängige Arzt Otto Gross verabreicht hatte.
Henri und Ida gewannen neue Mitarbeiter, die sich für kurze oder längere Zeit dem Projekt anschlossen. Ab 1901 wurde mit dem Bau einer Heilanstalt begonnen. Zunächst entstanden sogenannte Lichtlufthütten. In den Folgejahren kamen größere Gebäude hinzu. Monte Verità, inzwischen nicht nur der Name des Hügels, sondern auch der Heilanstalt, wurde zum Treffpunkt von Künstlern, Schriftstellern, Pazifisten und Lebensreformern aller Couleur. Unter ihnen waren Erich Mühsam, Hermann Hesse, Käthe Kruse, Max Weber, Gustaf Nagel, Jakob Flach und viele andere mehr. 1903 erschien der niederländische Lebensreformer Joseph Salomonson in der Heilanstalt und überzeugte vor allem Ida Hofmann, die bis dahin vegetarisch gelebt hatte, von der Notwendigkeit einer veganen Lebensweise.
Ida Hofmann beschäftigte sich in den Jahren des Aufbaus jedoch nicht nur mit lebensreformerischen Ideen, zu ihren Themen gehörten vor allem auch Fragen des Frauenrechts. 1902 erschien ihre erste Schrift Wie gelangen wir Frauen zu gesunden und harmonischen Daseinsbedingungen? Hintergrund dieser Veröffentlichung waren fiktive Tagebuchaufzeichnungen, die unter dem Pseudonym Vera in einem Leipzig Verlag erschienen und in der bürgerlichen Gesellschaft heftig diskutiert wurden. In ihren Niederschriften benutzte sie häufig die von Henri Oedenkoven entwickelte neue ortografi, die dem Motto: „Schreib wie du sprichst“ folgte. Hier ein Beispiel:

„[Die Bewohner des Monte Verità strebten] entgegen dem oft lügerischen gebaren der geschäftswelt u. dem her konvenzioneler forurteile der geselschaft [danach] in wort u. tat war zu sein, der lüge zur fernichtung, der warheit zum sige zu ferhelfen.“

In den ersten Jahres des Ersten Weltkriegs lernte Henri Oedenkoven die 1890 in Indien geborene Tänzerin Isabelle Adderley kennen. Er heiratete sie und hatte mit ihr drei Kinder. Ida und Henri blieben einander aber freundschaftlich verbunden. Um 1920 verließ sie mit der Familie Oedenkoven den Monte Verità und ging mit ihr schließlich nach Brasilien. Ziel war es, dort eine neue Kolonie mit dem Namen Monte Sol zu errichten. Ida Hofmann erkrankte schwer und suchte Heilung bei verschiedenen Spezialisten. Eine kurze Zeit arbeitete sie beim Rundfunk, schließlich fand sie als Schwerkranke Unterkunft bei ihrer jüngsten Schwester Lilly, die inzwischen auch nach Brasilien ausgewandert war und mit ihrem Ehemann, dem protestantischen Pfarrer Friedrich Wilhelm Brepohl, in Lapa / Parana lebte.
Ida Hofmann starb 1926 in São Paulo, nachdem sie dort bei einem Arzt vergeblich Hilfe gesucht hatte.

## Veröffentlichungen (Auswahl)
- Wie gelangen wir Frauen zu harmonischen und gesunden Daseinsbedingungen? Offener Brief an die Verfasserin von „Eine Mutter für Viele“ [Christine Thaler]. Selbstverlag, Ascona, Lago maggiore 1902, im Buchhandel durch den Reformverlag C. v. Schmidtz, Haimhausen; e-helvetica.nb.admin.ch (PDF)
- Vegetabilismus! Vegetarismus! Blätter zur Verbreitung vegetarischer Lebensweise. Selbstverlag: Monte Verità bei Ascona, Druck von El. Em. Colombi & Co., Bellinzona 1905; archive.org; e-helvetica.nb.admin.ch (PDF)
- Monte Verità. Wahrheit ohne Dichtung. Aus dem Leben erzählt. Karl Rohm, Lorch (Württemberg) 1906; archive.org; e-helvetica.nb.admin.ch (PDF)
- Beiträge zur Frauenfrage. Zentralstelle zur Verbreitung guter deutscher Literatur: Winnenden [ca. 1920]; staatsbibliothek-berlin.de
- L’Importanza della Teosofia vera (ohne Orts- und Jahresangabe)